# Strada statale 99 di Matera
La strada statale 99 di Matera (SS 99), collega le città di Matera (zona Commerciale Venusio) e Altamura.

## Storia
La strada statale n. 99 venne istituita nel 1928 con il seguente percorso: "Altamura - Matera - Innesto con la n. 7 presso Miglionico."
Nel 1937 il termine della strada venne arretrato a Matera; il tronco successivo passò a far parte della statale n. 7 contestualmente deviata attraverso Matera (fino ad allora toccava Ginosa).

## Percorso
All'ingresso di Altamura la strada si interseca con la SS 96 che conduce verso Bari in una direzione e verso Gravina in Puglia nella direzione opposta, mentre al termine della strada, in prossimità dell'ingresso di Matera, si innesta sulla SS 7 che conduce verso Ferrandina in una direzione e verso Taranto nella direzione opposta. È pertanto attraversata da un notevole volume di traffico perché, oltre a collegare le vicine città di Matera e Altamura, rappresenta un'importante arteria di collegamento interregionale in quanto collega gran parte della provincia di Matera e della Basilicata centro-meridionale con la città metropolitana di Bari, il capoluogo pugliese, la sua area metropolitana e il corridoio adriatico.
Inizialmente a unica carreggiata e due corsie (una per senso di marcia) è stata sottoposta nel primo decennio del XXI secolo a lavori di ammodernamento e raddoppio dal km 3,5 al km 17, finalizzato a facilitare il transito e ridurre la sinistrosità.
Lo sviluppo prevalentemente rettilineo, interessato da poche curve ad ampio raggio, non è interessato da accessi secondari garantiti da complanari che, qua e là, affiancano la strada principale. Ciononostante e pur trattandosi di strada di tipo B (ai sensi del decreto legge 5/11/2005), per ragioni di prudenza vige su tutta la lunghezza della strada il limite 90 km/h.
Dal 2019 la strada collega direttamente Matera con il capoluogo pugliese tramite il raccordo realizzato dal km 2,5 alla SS 96 Barese, sulla tratta Altamura-Bari, collegando così Matera con i grandi sistemi di comunicazione pugliesi (aeroporto di Bari, A14 Adriatica, SS 16 Adriatica).

## Tracciato
| di Matera tratto Altamura-Matera |                                                                                         |      |                            |      |                |
| Tipo                             | Indicazione                                                                             | ↓km↓ | Note                       | Area | Strada europea |
|                                  | di Matera racc Altamura Bari Gravina in Puglia                                          | 2,5  |                            | BA   | -              |
|                                  | Viabilità di servizio                                                                   | 3,1  |                            | BA   | -              |
|                                  | Gravina in Puglia Santeramo in Colle Laterza                                            | 4,2  |                            | BA   | -              |
|                                  | Area di Servizio                                                                        | 5,2  | Solo in direzione Altamura | BA   | -              |
|                                  | Inversione di marcia                                                                    | 8,5  |                            | BA   | -              |
|                                  | Gravina in Puglia Grassano Tricarico Borgo Venusio Stazione Venusio                     | 11,5 |                            | MT   | -              |
|                                  | Borgo Venusio Santeramo in Colle Centro commerciale                                     | 12,6 |                            | MT   | -              |
|                                  | Area di Servizio                                                                        | 13,7 | Solo in direzione Matera   | MT   | -              |
|                                  | Santeramo in Colle Serra Paducci Zona commerciale 2                                     | 15,0 |                            | MT   | -              |
|                                  | Serra Paducci Zona commerciale 1 Serritello La Valle                                    | 16,3 |                            | MT   | -              |
|                                  | Matera Nord Matera Via Nazionale Via Appia Taranto Metaponto Potenza Santeramo in Colle | 16,6 |                            | MT   | -              |

## Strada statale 99 racc di Matera
La strada statale 99 racc di Matera (SS 99 racc) è una strada statale italiana, funzionale al collegamento diretto tra la SS 99 e la SS 96.
Si tratta del collegamento tra la strada statale 99 e la strada statale 96. Il tratto è stato inaugurato nel 2019.

## Centri attraversati
- Matera
- Altamura